# 木原勝利
木原 勝利（きはら まさとし、1981年6月19日  - ）は、日本の俳優。
京都府出身。High Endz所属。

## 略歴
高校時代にはサッカー部に所属、プロを目指すも度重なるケガで断念。
今後もサッカーに携わる仕事に就きたいと考えていたが、高校3年の時クラスで「サラフィナ！」という反アパルトヘイトが題材のミュージカルの出演と演出を担当、芝居を作る楽しさに目覚め大学から本格的に演劇をスタート。
大学卒業後も関西圏で演劇を続け、32歳で上京。

## 人物・エピソード
- 強烈な眼力と風貌をもち、演じる役に独自の発想で人物像を作り上げる緻密な芝居が持ち味。

## 出演

### テレビドラマ
- 孤独のグルメ 2020大晦日スペシャル～俺の食事に密はない、孤独の花火大作戦!～（2020年12月31日、テレビ東京）
- 義母と娘のブルース 2022年謹賀新年スペシャル（2022年1月2日、TBSテレビ）
- 連続テレビ小説（NHK総合）
  - らんまん 第5週（2023年5月1日）
  - あんぱん 第16週 - 第18週（2025年7月14日 - 8月1日） - 世良則雄 役
- 大奥 第19話（2023年11月28日、NHK総合・BS4K） - 経子の兄 役
- 君が獣になる前に（2024年4月5日、テレビ東京） - 義眼男 役
- 笑うマトリョーシカ 第5話（2024年6月28日、TBSテレビ）
- 3000万 第2話 - 最終話（2024年10月12日 - 11月23日、NHK総合・BSP4K） - 坂本 役
- 秘密〜THE TOP SECRET〜 第6話（2025年3月3日、関西テレビ・フジテレビ） - 堀江太一 役[2]
- アイシー〜瞬間記憶捜査・柊班〜 第9話・最終話（2025年3月18日・25日、フジテレビ） - 岩田春樹 役[3]
- 大追跡〜警視庁SSBC強行犯係〜 第2話（2025年7月16日、テレビ朝日） - 佐野一樹 役[4]
- 愛の、がっこう。 第2話 - （2025年7月17日 - 、フジテレビ） - 香坂勇樹の父 役[5]

### ネットドラマ
- 全裸監督 シーズン2（2021年6月24日、Netflix）
- さよならのつづき（2024年11月14日、Netflix） - 佐伯 役

### 映画
- 大奥（2010年10月1日）
- 大奥〜永遠〜［右衛門佐・綱吉篇］（2012年10月19日）
- 蒼白者 A Pale Woman（2013年6月8日、カプリコン・フィルム）
- 大阪蛇道 Snake of Violence（2015年7月18日）  -テイ・レオン 通称「低温」役
- ジョーカー・ゲーム（2015年1月31日）
- 杉原千畝 スギハラチウネ（2015年12月5日）
- アウトレイジ 最終章（2017年10月7日）
- 羊の木（2018年2月3日）
- アキラとあきら（2022年8月26日）
- 東京遭難 （2024年11月18日） - 柳進一役
- 大阪カジノ（2023年）-主人公 杉村 役

### 配信映画
- 新幹線大爆破（2025年4月23日、Netflix）- 五木 役

### CM
- グロンサン
- NTT東日本おまかせデータレスPC
- 日産 セレナ e-POWER
- 住友生命 1ＵＰ
- 学情 Re就活電車篇

### 舞台
- LOVE THE WORLD『カラフル砂漠』（2002年）、『ジャム』（2002年）、『仮面劇リラックス』（2003年）、『仮面劇フルーツ』（2003年）西田シャトナー 主催
- 有毒少年（2003年）末満健一 作・演出
- SMITH（2006年）末満健一 作・演出
- MIWA（2013年）野田秀樹 作・演出
- 殺風景（2014年）赤堀雅秋 作・演出
- 青い瞳（2015年）岩松了 作・演出
- BLIND HERO（2018年）飛田アポロ演出